# 2805 Kalle
2805 Kalle este un asteroid din centura principală, descoperit pe 15 octombrie 1941 de Liisi Oterma.